# Mimochroa lugens
Mimochroa lugens är en fjärilsart som beskrevs av Butler 1880. Mimochroa lugens ingår i släktet Mimochroa och familjen mätare. Inga underarter finns listade i Catalogue of Life.